# Kristine Lunde-Borgersen
Pour les articles homonymes, voir Lunde.

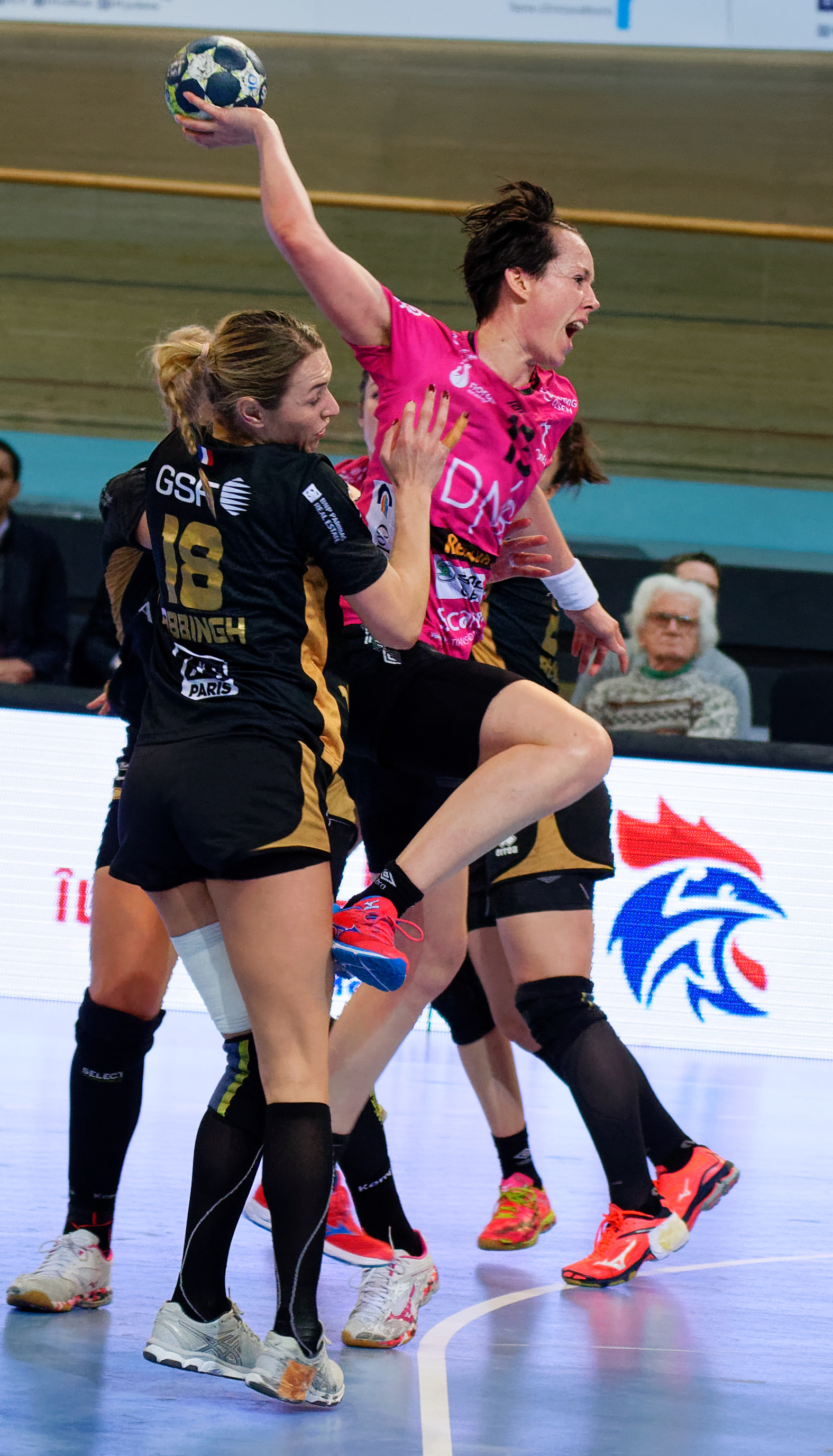
Kristine Lunde-Borgersen avec Vipers Kristiansand face au Issy Paris Hand de Lois Abbingh en 2018.

Kristine Lunde-Borgersen, née le 30 mars 1980 à Kristiansand, est une handballeuse norvégienne évoluant au poste de demi-centre. Sa sœur jumelle, Katrine Lunde, est également handballeuse parmi les meilleures gardiennes de buts du monde.
Avec l'équipe de Norvège, elle a remporté les trois titres majeurs : elle est double championne olympique (2008 et 2012), championne du monde (2011) et triple championne d'Europe (2004, 2006 et 2008).

## Biographie
En 2004, elle quitte la Norvège et le club de Våg Vipers pour le Danemark et le club danois d'Aalborg DH. Trois saisons plus tard, elle prend la direction de Viborg HK, club avec lequel elle remporte la Ligue des champions à deux reprises en 2009 et 2010.
À l'intersaison 2010, alors qu'elle devait rejoindre le club autrichien d'Hypo Niederösterreich, la démission de l'entraineur Gunnar Prokop - à la suite d'un mauvais geste face au Metz Handball - a conduit le club à dénoncer les recrutements réalisés, si bien que Kristine Lunde se retrouve sans club. Alors qu'elle est enceinte, le club norvégien de Våg Vipers, où elle a précédemment évolué, la recrute tout de même pour un contrat de deux ans, tout en sachant qu'elle ne sera pas apte à évoluer la première saison. 

## Palmarès

### En club
compétitions internationales
- vainqueur de la Ligue des champions en 2009 et 2010 (avec Viborg HK)
- troisième de la Ligue des champions en 2019 (avec Vipers Kristiansand)

compétitions nationales
- championne de Norvège en 2018 et 2019 (avec Vipers Kristiansand)
- championne du Danemark en 2008, 2009 et 2010 (avec Viborg HK)
- vainqueur de la coupe du Danemark en 2008 et 2009 (avec Viborg HK)
- vainqueur de la coupe de Norvège en 2018 et 2019 (avec Vipers Kristiansand)

### Sélection nationale
Jeux olympiques
- médaille d'or aux Jeux olympiques de 2012 à Londres
- médaille d'or aux Jeux olympiques de 2008 à Pékin

championnat du monde
- vainqueur du championnat du monde 2011
- finaliste du championnat du monde 2001
- troisième du championnat du monde 2009[5]
- 6e place du Championnat du monde 2003

championnat d'Europe
- vainqueur du Championnat d'Europe 2004
- vainqueur du Championnat d'Europe 2006
- vainqueur du Championnat d'Europe 2008
- finaliste du Championnat d'Europe 2012[6]

autres
- début en équipe de Norvège le 24 mars 2001 contre l'Allemagne
- 181 sélections et 496 buts marqués au 16 décembre 2012[1]

### Distinction personnelle
- meilleure joueuse et meilleure demi-centre du championnat d'Europe 2008
- meilleure joueuse et meilleure demi-centre du championnat de Norvège en 2003-2004[7]
- meilleure arrière gauche norvégienne en 2005-2006